# Барнадес, Мигель
Мигель Барнадес (исп. Miguel Barnadez или исп. Miguel Barnades, 1717 — 1771) — испанский ботаник, врач и натуралист (естествоиспытатель).      

## Биография
Мигель Барнадес родился в 1717 году.
Он принял метод классификации, разработанный Карлом Линнеем, и следовал ему. Барнадес был первым профессором Королевского ботанического сада Мадрида с 1764 года и до своей смерти.
Мигель Барнадес умер в 1771 году.

## Научная деятельность
Мигель Барнадес специализировался на семенных растениях.

## Научные работы
- Principios de botánica, escrita en 1767.
- Noticias de las plantas de España, en las que aceptaba el nuevo método de clasificación científica ideado por Linneo.
- Historia de las aves más raras que se encuentran en España, tratado de zoología.
- Specimen Florae Hispanicae (Flora Española), que no se llegó a publicar, en donde describe y clasifica más de 2.000 plantas de la península Ibérica. Esta obra pasa, a la muerte de Miguel, a manos del Marqués de Casa Valencia.